# 제럴드 월리스

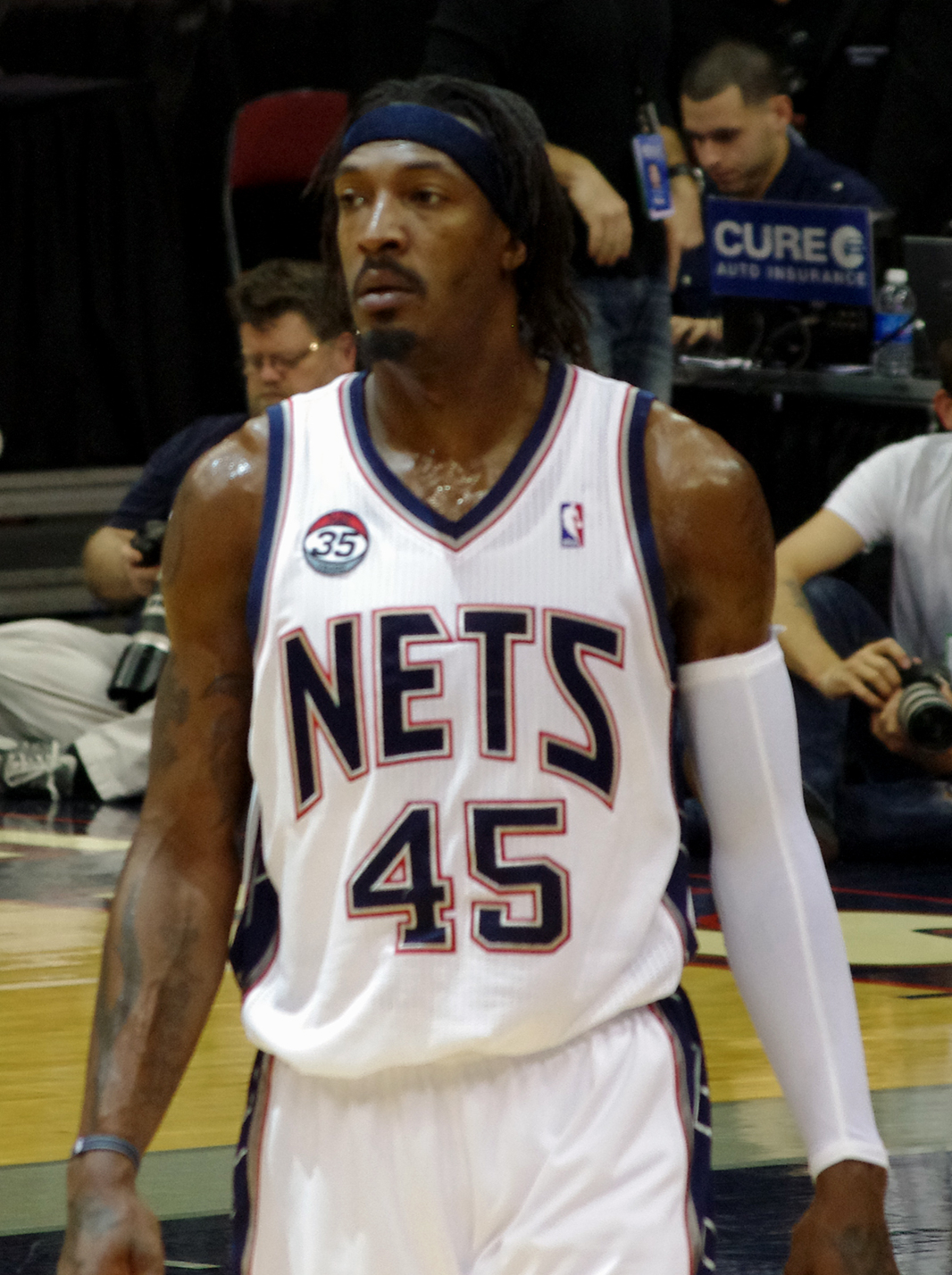
2012년 브루클린 네츠에서의 모습

제럴드 월리스(Gerald Wallace, 본명: 제럴드 저메인 월리스, Gerald Jermaine Wallace, 1982년 7월 23일 ~ )는 미국의 전직 프로 농구 선수이다. "크래시"(Crash)라는 별명을 가진 그는 NBA 올스타로 선정되었으며 2010년 샬럿 호니츠에서 NBA 올 디펜시브 퍼스트 팀(All-Defensive First Team)에 투표했다. 앨라배마 크림슨 타이드에서 대학 농구를 했다.

## 고등학교 및 대학 경력
월리스는 앨라배마 주 칠더스버그에 있는 칠더스버그 고등학교에 다녔으며 그곳에서 매우 성공적인 경력을 쌓았다. 시니어 시즌의 노력으로 그는 최고의 고등학교 농구 선수에게 수여되는 영예인 네이스미스 예비 학교의 올해의 선수로 선정되었다.
월리스는 2001년 NBA 드래프트에 참가할 자격이 있다고 선언하기 전에 한 시즌 동안 앨라배마 대학에 다녔다. 월리스는 1라운드 전체 25순위로 드래프트됐다. 2000-01 시즌에 그는 경기당 평균 9.8 득점과 6.0 리바운드를 기록했다.

## 프로 경력
- 새크라멘토 킹스(2001~2004)
- 샬럿 밥캣츠 (2004-2011)
- 포틀랜드 트레일 블레이저스 (2011-2012)
- 뉴저지/브루클린 네츠(2012~2013)
- 보스턴 셀틱스 (2013-2015)